# Campeonato Mundial de Natação em Piscina Curta de 2014 - 800 m livre feminino
A prova dos 800 metros nado livre feminino do Campeonato Mundial de Natação em Piscina Curta de 2014 foi disputado em 4 de dezembro no Centro Aquático Aspire Sports Complex em Doha.

## Recordes
Antes desta competição, os recordes mundiais e do campeonato nesta prova eram os seguintes:
|    | Nome              | Nacionalidade | Tempo   | Local      | Data                 |
| -- | ----------------- | ------------- | ------- | ---------- | -------------------- |
| WR | Mireia Belmonte   | Espanha       | 7:59.34 | Berlim     | 10 de agosto de 2013 |
| CR | Rebecca Adlington | Reino Unido   | 8:08.25 | Manchester | 10 de abril de 2008  |

Os seguintes recordes foram estabelecidos durante a competição: 
| Date          | Prova | Nome            | Nacionalidade | Tempo   | Recorde |
| ------------- | ----- | --------------- | ------------- | ------- | ------- |
| 4 de dezembro | Final | Mireia Belmonte | Espanha       | 8:03.41 | CR      |

## Medalhistas
| Ouro                  | Prata               | Bronze                      |
| Mireia Belmonte (ESP) | Jazmin Carlin (GBR) | Sharon van Rouwendaal (NED) |

## Resultados
A prova ocorreu dia 4 de dezembro. 
| Colocação         | Bateria | Raia | Nome                  | Nacionalidade          | Tempo   | Notas |
| ----------------- | ------- | ---- | --------------------- | ---------------------- | ------- | ----- |
| Medalha de ouro   | 4       | 4    | Mireia Belmonte       | Espanha                | 8:03.41 | CR    |
| Medalha de prata  | 4       | 3    | Jazmin Carlin         | Reino Unido            | 8:08.16 |       |
| Medalha de bronze | 4       | 6    | Sharon van Rouwendaal | Países Baixos          | 8:08.17 |       |
| 4                 | 3*      | 3    | Boglárka Kapás        | Hungria                | 8:16.32 |       |
| 5                 | 4       | 7    | Sarah Kohler          | Alemanha               | 8:17.08 |       |
| 6                 | 3*      | 1    | María Vilas           | Espanha                | 8:18.82 |       |
| 7                 | 3*      | 9    | Lindsay Vrooman       | Estados Unidos         | 8:19.36 |       |
| 8                 | 3*      | 5    | Hannah Miley          | Reino Unido            | 8:20.09 |       |
| 9                 | 4       | 5    | Katinka Hosszú        | Hungria                | 8:20.71 |       |
| 10                | 2*      | 4    | Julie Lauridsen       | Dinamarca              | 8:22.78 |       |
| 11                | 2*      | 5    | Samantha Arévalo      | Equador                | 8:23.72 |       |
| 12                | 4       | 8    | Elizabeth Beisel      | Estados Unidos         | 8:23.74 |       |
| 13                | 3*      | 2    | Asami Chida           | Japão                  | 8:24.18 |       |
| 14                | 4       | 1    | Julia Hassler         | Liechtenstein          | 8:25.85 |       |
| 15                | 1*      | 8    | Nguyễn Thị Ánh Viên   | Vietname               | 8:27.36 |       |
| 16                | 3*      | 4    | Katie Goldman         | Austrália              | 8:28.33 |       |
| 17                | 2*      | 3    | Gaja Natlacen         | Eslovênia              | 8:28.49 |       |
| 18                | 4       | 2    | Cao Yue               | China                  | 8:29.74 |       |
| 19                | 3*      | 0    | Guo Junjun            | China                  | 8:30.14 |       |
| 20                | 3*      | 7    | Leonie Beck           | Alemanha               | 8:31.96 |       |
| 21                | 2*      | 6    | Ayumi Macías          | México                 | 8:33.90 |       |
| 22                | 2*      | 8    | Monique Olivier       | Luxemburgo             | 8:35.09 |       |
| 23                | 3*      | 6    | Miho Takahashi        | Japão                  | 8:36.13 |       |
| 24                | 3*      | 8    | Joanna Evans          | Bahamas                | 8:38.07 |       |
| 25                | 2*      | 7    | Inga Elín Cryer       | Islândia               | 8:38.79 |       |
| 26                | 2*      | 2    | Montserrat Ortuño     | México                 | 8:41.95 |       |
| 27                | 2*      | 9    | Valerie Gruest        | Guatemala              | 8:44.78 |       |
| 28                | 2*      | 1    | Veronika Kolníková    | Eslováquia             | 8:52.11 |       |
| 29                | 2*      | 0    | Daniela Miyahara      | Peru                   | 8:53.13 |       |
| 30                | 1*      | 5    | Erika García          | Peru                   | 8:54.24 |       |
| 31                | 1*      | 4    | Rebeca Quinteros      | El Salvador            | 9:00.06 |       |
| 32                | 1*      | 2    | Cecilia Eysturdal     | Ilhas Feroé            | 9:01.74 |       |
| 33                | 1*      | 7    | Malavika Vishwanath   | Índia                  | 9:08.20 |       |
| 34                | 1*      | 6    | Tuana Ayça Bahtoğlu   | Turquia                | 9:10.98 |       |
| 35                | 1*      | 1    | Ana Semiruncic        | Moldávia               | 9:23.45 |       |
| 36                | 1*      | 0    | San Khant Khant Su    | Myanmar                | 9:51.98 |       |
| 37                | 1*      | 9    | Victoria Chentsova    | Marianas Setentrionais | 9:55.15 |       |
| —                 | 1*      | 3    | Lani Cabrera          | Barbados               |         | DNS   |

* Correu em Baterias mais lentas.
Legenda
| Recorde mundial       | Recorde mundial (World record)               |                       | Recorde africano                      | Recorde africano (African) |                                           | Q | Classificado por posição (Qualified) |
| Recorde do campeonato | Recorde do campeonato (Championship record)  | Recorde da América    | Recorde da América (Americas)         | q                          | Classificado por melhor tempo (Qualified) |   |                                      |
| Melhor marca do ano   | Melhor marca do ano (World leading)          | Recorde asiático      | Recorde asiático (Asian)              | DNS                        | Não largou (Did not start)                |   |                                      |
| Recorde nacional      | Recorde nacional (National record)           | Recorde europeu       | Recorde europeu (European)            | DNF                        | Não terminou (Did not finish)             |   |                                      |
| Recorde pessoal       | Recorde pessoal do atleta (Personal best)    | Recorde da Oceania    | Recorde da Oceania (Oceania)          | DSQ / DQ                   | Desclassificado (Disqualified)            |   |                                      |
| Recorde da temporada  | Recorde da temporada do atleta (Season best) | Recorde sul-americano | Recorde sul-americano (South America) | NM                         | Sem marca (No mark)                       |   |                                      |